# Jubileum Vol. III
Jubileum Vol. III — третий юбилейный сборник группы Bathory. В него вошли композиции с альбомов Requiem, Octagon и Blood on Ice, а также пять ранее не издававшихся песен и одна перезаписанная.

## Отзывы
При всей схожести с двумя предыдущими частями, пишет Эдуардо Ривадавия на сайте Allmusic, третья часть охватывает нестабильный этап развития группы и отражает наличие попыток определить дальнейшее направление развития, взглянуть на своё творчество под новым углом. Критик называет диск удачным приобретением для тех, кто хочет иметь лучшие песни этого периода развития группы на одном диске. По мнению же рецензента сайта Rock Hard, несколько достойных внимания песен не оправдывают высокую стоимость пластинки и сборник является просто попыткой получить максимум прибыли, приложив к этому минимум усилий.

## Список композиций
Слова и музыка всех песен — Quorthon.
| №                   | Название                              | Альбом              | Длительность |
| ------------------- | ------------------------------------- | ------------------- | ------------ |
| 1.                  | «33 Something»                        | Octagon             | 3:14         |
| 2.                  | «Satan My Master»                     |                     | 2:06         |
| 3.                  | «The Lake»                            | Blood on Ice        | 6:42         |
| 4.                  | «Crosstitution»                       | Requiem             | 3:17         |
| 5.                  | «In Nomine Satanas»                   |                     | 6:24         |
| 6.                  | «Immaculate Pinetreeroad #930»        | Octagon             | 2:47         |
| 7.                  | «War Machine»                         | Requiem             | 3:19         |
| 8.                  | «The Stallion»                        | Blood on Ice        | 5:14         |
| 9.                  | «Resolution Greed»                    |                     | 4:13         |
| 10.                 | «Witchcraft»                          |                     | 2:49         |
| 11.                 | «Valhalla» (новая версия)             |                     | 1:38         |
| 12.                 | «Sociopath»                           | Octagon             | 3:11         |
| 13.                 | «Pax Vobiscum»                        | Requiem             | 4:12         |
| 14.                 | «Genocide»                            |                     | 4:34         |
| 15.                 | «Gods of Thunder of Wind and of Rain» | Blood on Ice        | 5:41         |
| Общая длительность: | Общая длительность:                   | Общая длительность: | 59:28        |